# آسغر آبو
آسغر هارتفيج آبو (26 أبريل 1922 - 19 يناير 2007) هو مؤرخ للعلوم الدقيقة والرياضيات المعروف بإسهاماته في تاريخ علم الفلك البابلي القديم. درس الرياضيات وعلم الفلك في جامعة كوبنهاغن، وفي عام 1957 حصل على درجة الدكتوراه في تاريخ العلوم من جامعة براون، حيث درس على يد أوتو نيوجباور، وكتب أطروحة «حول نظريات الكواكب البابلية». في عام 1961 التحق بقسم تاريخ العلوم والطب بجامعة ييل، وعمل كرئيس مكتب من عام 1968 إلى عام 1971، واستمر في مهنته النشطة هناك حتى تقاعده في عام 1992. في دراساته عن علم الفلك البابلي، ذهب إلى أبعد من التحليلات من حيث الرياضيات الحديثة للسعي إلى فهم كيف تصور البابليون مخططاتهم الحسابية.
انتخب في الأكاديمية الملكية الدنماركية للعلوم والآداب في عام 1975، وشغل منصب رئيس أكاديمية كونيتيكت للفنون والعلوم من 1970 إلى 1980، وكان عضوا في العديد من الجمعيات العلمية الأخرى.
تزوج آبو من جوان ارمسترونغ في 14 يوليو 1950. وانجب أربعة أطفال: كيرستن آبو وإريك هاريس آبو وآن آبو ونيلز بيتر آبو.

## منشورات مختارة
- حلقات من التاريخ المبكر للرياضيات، نيويورك: راندوم هاوس، 1964.
- «علم الفلك في العصور القديمة»، المعاملات الفلسفية للجمعية الملكية في لندن، A.276، (1974: 21–42).
- «الرياضيات في بلاد ما بين النهرين، وعلم الفلك، وعلم التنجيم»، كامبريدج التاريخ القديم (2nd. إد.)، المجلد. الثالث، الجزء 2، الفصل. 28 ب، كامبريدج: مطبعة جامعة كامبريدج، 1991، (ردمك 978-0-521-22717-9)
- حلقات من التاريخ المبكر لعلم الفلك، نيويورك: سبرينغر، 2001، (ردمك 0-387-95136-9) .

## روابط خارجية
- أوكونور، جون ج. روبرتسون، إدموند ف. "Asger Aaboe"، أرشيف MacTutor لتاريخ الرياضيات، جامعة سانت أندروز
- Asger Hartvig Aaboe في شجرة علماء الرياضيات